# 蘭伯特維爾 (新澤西州)
蘭伯特維爾（英語：Lambertville）是一個位於美國新澤西州亨特登縣的城市。

## 人口
根據2020年美國人口普查的數據，蘭伯特維爾的面積為3.17平方千米，當中陸地面積為2.81平方千米，而水域面積為0.36平方千米。當地共有人口4139人，而人口密度為每平方千米1,306人。